# Erdüberlastungstag

Entwicklung des Zeitpunkts des Erdüberlastungstags

Der Erdüberlastungstag (englisch Earth Overshoot Day, zunehmend seltener auch „Ecological Debt Day“, „Welterschöpfungstag“, „Weltüberlastungstag“ oder „Ökoschuldentag“) ist in einer jährlichen Kampagne der Organisation Global Footprint Network der Tag des laufenden Kalenderjahres, an dem die menschliche Nachfrage nach nachwachsenden Rohstoffen das Angebot und die Kapazität der Erde zur Reproduktion dieser Ressourcen in diesem Jahr übersteigt. Der Erdüberlastungstag ist ein Aktionstag.
Das jeweilige Datum wird berechnet, indem der globale ökologische Fußabdruck (die menschliche Nachfrage an biologischen Ressourcen innerhalb des betreffenden Jahres) in ein Verhältnis zur gesamten globalen Biokapazität (die Menge der weltweiten Regeneration von biologischen Ressourcen innerhalb desselben Jahres) gesetzt wird; analog wird die jeweilige jährliche Ressourceninanspruchnahme auf eine entsprechende Anzahl Erden hochgerechnet. Das Ziel der Kampagne ist es, die Begrenztheit und Endlichkeit der natürlichen Ressourcen und der Erde ins Bewusstsein der Menschen zu rücken und aufzuzeigen, wie das Datum in die Zukunft geschoben werden kann.

## Daten und Konzept
Aus einer ökonomischen Perspektive betrachtet, befindet sich die Menschheit ab dem Erdüberlastungstag in einem Ressourcendefizit, weil sie ihr ganzes jährliches Ressourceneinkommen bereits aufgebraucht hat und sich deshalb „Geld von der Bank“ – das heißt der Erde – leihen muss. Dieser Zustand wird mit „overshoot“ (dt. Überschreitung) bezeichnet.
Das Konzept des Erdüberlastungstages wurde ursprünglich von Andrew Simms, Mitglied des britischen Think Tanks New Economics Foundation, entwickelt. Das Global Footprint Network misst die menschliche Nachfrage nach und das globale Angebot an natürlichen Ressourcen und ökologischen Dienstleistungen. Global Footprint Network stellt fest, dass mittlerweile schon nach sieben Monaten alle erneuerbaren Ressourcen und CO2-Abbaukapazitäten eines ganzen Jahres verbraucht sind. Die Organisation verwendet Begriffe der Ökonomie in der Hoffnung, nicht nur Wissenschaftler, sondern ein breiteres Publikum anzusprechen.
Im Jahr 2025 lag der Tag am 24. Juli, das war der früheste Termin seit Beginn der Berechnungen. Der Trend der letzten 25 Jahre zeigt eine deutliche Vorverlegung zu einem früheren Datum, wobei seit Beginn der 2010er-Jahre der Termin bei Ende Juli/Anfang August stagniert. 2003 wurde der Tag für den 22. September berechnet, 1993 für den 21. Oktober, wobei es aufgrund inzwischen verfeinerter Methodiken sowie neuer Erkenntnisse zu einer gewissen Schwankungsbreite z. B. aufgrund wetterbedingt unterschiedlicher Emissionen kommt.
Verbrauch in Erde-EinheitenJahr00,30,60,91,21,51,81970197819861994200220102018Verbrauch in Erde-EinheitenVerbrauch in Erde-Einheiten
| Jahr | Überlastungstag | Verbrauch in Erde-Einheiten                                                                      |
| ---- | --------------- | ------------------------------------------------------------------------------------------------ |
| 1961 | „15. Mai 1962“  | 0,73 (In diesem Jahr ließ die globale jährliche Ressourcen- inanspruchnahme noch Reserven übrig) |
| …    |                 |                                                                                                  |
| 1970 | 29. Dezember    | 1,01 (Seitdem übersteigt der jährliche Verbrauch die global zur Verfügung stehenden Ressourcen)  |
| 1971 | 20. Dezember    | 1,03                                                                                             |
| 1972 | 10. Dezember    | 1,06                                                                                             |
| 1973 | 26. November    | 1,10                                                                                             |
| 1974 | 27. November    | 1,10                                                                                             |
| 1975 | 30. November    | 1,09                                                                                             |
| 1976 | 16. November    | 1,14                                                                                             |
| 1977 | 11. November    | 1,16                                                                                             |
| 1978 | 7. November     | 1,17                                                                                             |
| 1979 | 29. Oktober     | 1,21                                                                                             |
| 1980 | 4. November     | 1,18                                                                                             |
| 1981 | 11. November    | 1,16                                                                                             |
| 1982 | 15. November    | 1,14                                                                                             |
| 1983 | 14. November    | 1,15                                                                                             |
| 1984 | 6. November     | 1,18                                                                                             |
| 1985 | 4. November     | 1,19                                                                                             |
| 1986 | 30. Oktober     | 1,20                                                                                             |
| 1987 | 23. Oktober     | 1,23                                                                                             |
| 1988 | 15. Oktober     | 1,27                                                                                             |
| 1989 | 11. Oktober     | 1,29                                                                                             |
| 1990 | 11. Oktober     | 1,29                                                                                             |
| 1991 | 10. Oktober     | 1,29                                                                                             |
| 1992 | 12. Oktober     | 1,28                                                                                             |
| 1993 | 12. Oktober     | 1,28                                                                                             |
| 1994 | 10. Oktober     | 1,29                                                                                             |
| 1995 | 4. Oktober      | 1,32                                                                                             |
| 1996 | 2. Oktober      | 1,33                                                                                             |
| 1997 | 29. September   | 1,34                                                                                             |
| 1998 | 29. September   | 1,34                                                                                             |
| 1999 | 29. September   | 1,34                                                                                             |
| 2000 | 23. September   | 1,38                                                                                             |
| 2001 | 22. September   | 1,38                                                                                             |
| 2002 | 19. September   | 1,39                                                                                             |
| 2003 | 9. September    | 1,45                                                                                             |
| 2004 | 1. September    | 1,49                                                                                             |
| 2005 | 25. August      | 1,54                                                                                             |
| 2006 | 19. August      | 1,58                                                                                             |
| 2007 | 14. August      | 1,62                                                                                             |
| 2008 | 14. August      | 1,62                                                                                             |
| 2009 | 18. August      | 1,59                                                                                             |
| 2010 | 7. August       | 1,67                                                                                             |
| 2011 | 4. August       | 1,69                                                                                             |
| 2012 | 4. August       | 1,69                                                                                             |
| 2013 | 3. August       | 1,70                                                                                             |
| 2014 | 4. August       | 1,69                                                                                             |
| 2015 | 5. August       | 1,68                                                                                             |
| 2016 | 5. August       | 1,68                                                                                             |
| 2017 | 1. August       | 1,71                                                                                             |
| 2018 | 29. Juli        | 1,74                                                                                             |
| 2019 | 29. Juli        | 1,74                                                                                             |
| 2020 | 22. August      | 1,56                                                                                             |
| 2021 | 29. Juli        | 1,74                                                                                             |
| 2022 | 28. Juli        | 1,75                                                                                             |
| 2023 | 2. August       | 1,70                                                                                             |
| 2024 | 1. August       | 1,7                                                                                              |
| 2025 | 24. Juli        | 1,8                                                                                              |

## Nationale Unterschiede

### Deutschland
| Jahr | Überlastungstag Deutschlands | Anmerkung | Belege        |
| ---- | ---------------------------- | --- | ------------- |
| 2017 | 24. April                    | Die nationale Lebensweise beanspruche drei Erden. |               |
| 2018 | 2. Mai                       | Wegen wetterbedingter Schwankungen etwas später als 2017. Defizite werden infolge des fehlenden ökologischen Wandels hinsichtlich einer Energiewende und der Verkehrswende in der Mobilität sowie in den Bereichen Landwirtschaft und der Klimapolitik mit hohen CO2-Emissionen gesehen; der Flächenverbrauch aufgrund des externalisierten Anbaus von Futtermitteln in Südamerika für die Fleischproduktion trage dazu bei; die industrialisierte Bewirtschaftung – im Gegensatz zu traditionellen Landwirtschaftsformen – zusammen mit Versiegelung des Bodens begünstige Hochwasser. Die Bundesrepublik Deutschland überziehe am nationalen Erdüberlastungstag die globalen ökologischen Ressourcen jedoch etwas später als die Vereinigten Staaten, die auf die Erdbevölkerung hochgerechnet fünf Planeten in Anspruch nähmen. | [ 22 ] [ 23 ] |
| 2019 | 3. Mai                       | | [ 24 ]        |
| 2020 |                              | |               |
| 2021 | 5. Mai                       | |               |
| 2022 | 4. Mai                       | | [ 25 ] [ 26 ] |
| 2023 | 4. Mai                       | | [ 27 ] [ 28 ] |
| 2024 | 2. Mai                       | | [ 29 ]        |
| 2025 | 3. Mai                       | | [ 30 ]        |

### Europäische Union
Würden alle Menschen auf der Erde wie in der Europäischen Union leben, wären 2019 die weltweiten Ressourcen bereits am 10. Mai verbraucht gewesen.

### Katar und Luxemburg
2020 belegten Katar und Luxemburg weltweit die Spitzenplätze: Katar verbrauchte seine Ressourcen für jenes Jahr bereits zum 11. Februar. Bei Luxemburg fiel der Erdüberlastungstag davor auf den 19. Februar 2019 bzw. 16. Februar 2020.

### Österreich
Für Österreich wurde als Erdüberlastungstag 2019 der 9. April ermittelt. 2021 fiel er auf den 7. April, 2022 und 2023 auf den 6. April, und 2024 wieder auf den 7. April.

### Schweiz
2018 und 2019 wurde für die Schweiz der 7. Mai als Datum für die Ressourcenerschöpfung ausgerechnet; ihre Lebensweise beanspruche drei Erden. 2020 fiel der Erdüberlastungstag in der Schweiz auf den 8. Mai, 2021 auf den 11. Mai und 2022 und 2023 auf den 13. Mai. 2024 wurde der 27. Mai als Erdüberlastungstag errechnet, bevor 2025 wieder der 7. Mai als Swiss Overshoot Day verzeichnet wurde.

### Vereinigte Staaten
In den Vereinigten Staaten von Amerika waren am 14. März die Ressourcen für 2021 verbraucht. Das bedeutet, mit diesem Datum ist der jährliche Bedarf der Natur überstiegen, was das Ökosystem der Vereinigten Staaten im ganzen Jahr regenerieren kann.

## Hintergrund: Entwicklung des menschlichen Ressourcenverbrauchs
Seit jeher haben die Menschen natürliche Ressourcen verbraucht, um Städte und Straßen zu bauen, um Nahrungsmittel zu gewinnen oder andere Produkte herzustellen. Mitte der 1970er-Jahre hat nach Darstellung des Global Footprint Network die Menschheit eine kritische Grenze überschritten: Die Nachfrage an natürlichen Ressourcen habe die globale Kapazität zur Reproduktion und zum Angebot neuer Ressourcen überstiegen. Die menschliche Nachfrage an erneuerbaren ökologischen Ressourcen und Dienstleistungen entspreche der Kapazität von anderthalb Erden. Bei gleichbleibender Entwicklung würden bis 2050 jährlich Ressourcen zweier Planeten beansprucht werden. Zu den entsprechenden Indikatoren dieses Phänomens werden gezählt: Treibhauseffekte, die schneller erzeugt werden, als sie von Wäldern und Ozeanen absorbiert und abgebaut werden, Abholzung der Wälder, Rückgang der Artenvielfalt, Überfischung.

### 2020: Verzögerung infolge Corona-Lockdowns
Aufgrund weltweiter Massenquarantänen („Lockdown“) zur Bekämpfung und Eindämmung der COVID-19-Pandemie ab Februar 2020 und der damit einhergehenden Wirtschafts-, Flugverkehrs-, Tourismuseinbrüche usw. (siehe auch Wirtschaftskrise 2020) verschob sich der Welterschöpfungstag 2020 vom 29. Juli im Jahr vorher auf den 22. August. Ziel des Lockdowns zur Bekämpfung und Eindämmung der COVID-19-Pandemie war die Einschränkung der Kontakte, um die Ausbreitung des Virus zu verringern. Das Herunterfahren von Fabriken, Stornieren von Reisen, Reduzieren des Konsums und vieles mehr trugen dazu bei, dass weniger Ressourcen verbraucht wurden.

## Beurteilung
Das Problematisieren des weltweiten Ressourcenverbrauchs wird von anderen Umweltorganisationen begrüßt: „Die Menschheit nimmt sich mehr von der Erde, als diese jährlich an natürlichen Ressourcen erneuern und an Treibhausgasen aufnehmen kann“, so die Umweltorganisationen WWF, GLOBAL 2000 und Greenpeace.